# Kate Buffery
Katherine Rose Buffery, född 23 juli 1957 i Cambridge, är en engelsk skådespelare, känd som Kate Buffery.
Buffery är kanske mest känd för sin roll i den brittiska TV-dramaserien Wish Me Luck. Hon nominerades till Olivier Award 1983 för bästa biroll i Daisy Pulls It Off. Hon har också haft återkommande roller i kriminalserien Trial and Retribution.

## Filmografi i urval
- 1989 – Vägen hem